# Aidamir Mugu
Aidamir Mugu (Aidamir Jizírovich Muguyev, 17 de abril de 1990, en ruso: Айдами́р Мугу, Айдами́р Хизи́рович Мугуев) es un cantante ruso de origen circasiano.
Nacido en Maikop, capital de la República de Adigueya, el 17 de abril de 1990, Mugu adquirió fama en 2005 con la canción, en colaboración con el acordeonista Aslán Tlebzu, Chornye Glazá (Чёрные глаза́, "Ojos negros"), que se convirtió inmediatamente en un éxito en Rusia. 
Su carrera prosiguió cantando en ruso y en adigués, como en el caso de Bzhyjapa maz ("Primer mes de otoño", en adigués: Бжыхьэпэ маз) o Si dejechai ("Mi bella", en adigués: Си дэхэкIэй). 

## Discografía
- Чёрные глаза́ (2005)
- Долалай
- Не ревнуй
- Чёрные глаза́ 2 (2011)
- Любимая моя (2012)
- Дежавю (2016)